# Beagle 3
A Beagle 3 (também chamado de Beagle 2: Evolution) foi uma proposta de missão de pouso em Marte para procurar vida em Marte, passada ou presente. Ela seria a sucessora do módulo de pouso britânico Beagle 2, com o qual a comunicação foi perdida.
A Beagle 3 foi promovido pelo professor Colin Pillinger, cientista-chefe da Beagle 2. A EADS Astrium também participou do financiamento e do desenvolvimento inicial do projeto. Pillinger pretendia lançar até duas sondas de pouso de um orbitador em 2009, como parte do Programa Aurora da Agência Espacial Europeia. O nome Beagle 3 era em homenagem ao navio HMS Beagle, que levou Charles Darwin ao redor do mundo.
Depois que o projeto Beagle 3 foi rejeitado pela ESA em 2004, Pillinger propôs à NASA embarcar no módulo de pouso em Marte do Mars Science Laboratory, mas a proposta não foi aceita. Um dos objetivos do Beagle 3 era apoiar o programa Aurora da ESA, caso fosse escolhido.